# Gamo-Gofa-Dawro jezik
Gamo-Gofa-Dawro jezik (ISO 639-3: gmo, povučen), nekada priznati jezik omotske skupine, danas podijeljen na tri jezika: gamo [gmv], gofa [gof] i dawro [dwr]. Njegov identifikator [gmo], povučen je iz upotrebe 16. siječnja 2009.

## Vanjske poveznice
- Ethnologue (14th)
- Ethnologue (15th)